# 588-ма фольксгренадерська дивізія (Третій Рейх)
588-ма фольксгренадерська дивізія (Третій Рейх), також 588-та фольксгренадерська дивізія «Меккерн» (нім. 588. Volks-Grenadier-Division "Möckern") — піхотна дивізія народного ополчення (фольксгренадери), що входила до складу вермахту на завершальному етапі Другої світової війни. Дивізія сформована у вересні 1944 року шляхом переформування «тіньової» дивізії «Меккерн», а вже 13 жовтня її підрозділи передали до складу 320-ї фольксгренадерської дивізії.

## Історія
588-ма фольксгренадерська дивізія була створена 28 вересня 1944 року на навчальному центрі Гросс Борн на території німецької Померанії на основі формувань «тіньової» дивізії «Меккерн» (нім. Schatten-Division Möckern) під час проведення 32-ї хвилі мобілізації німецького вермахту. 13 жовтня командування Резервної армії вермахту віддало наказ на передачу підрозділів 587-ї фольксгренадерської дивізії до складу 320-ї фольксгренадерської дивізії.

## Райони бойових дій
- Німеччина (вересень — жовтень 1944).

## Бойовий склад 588-ї фольксгренадерської дивізії
- 1-й гренадерський полк «Меккерн»
- 2-й гренадерський полк «Меккерн»
- 3-й гренадерський полк «Меккерн»
- артилерійський полк «Меккерн»
- частини та підрозділи дивізійного підпорядкування